# St. Johann am Walde
St. Johann am Walde é um município da Áustria localizado no distrito de Braunau, no estado de Alta Áustria.